# 达拉普拉姆
达拉普拉姆（Dharapuram），是印度泰米尔纳德邦Erode县的一个城镇。总人口65137（2001年）。

## 人口
该地2001年总人口65137人，其中男性32154人，女性32983人；0—6岁人口5626人，其中男2680人，女2946人；识字率76.04%，其中男性为81.61%，女性为70.60%。